# Tropidozineus vicinus
Tropidozineus vicinus är en skalbaggsart som först beskrevs av Julius Melzer 1931.  Tropidozineus vicinus ingår i släktet Tropidozineus och familjen långhorningar. Inga underarter finns listade i Catalogue of Life.